# Moulon (Gironda)
Moulon é uma comuna francesa na região administrativa da Nova Aquitânia, no departamento da Gironda. Estende-se por uma área de 13,32 km². Em 2010 a comuna tinha 1 021 habitantes (densidade: 76,7 hab./km²).